# Aridella bowleri
Aridella bowleri is een spinnensoort in de taxonomische indeling van de Dwergcelspinnen (Oonopidae).
Het dier behoort tot het geslacht Aridella. De wetenschappelijke naam van de soort werd voor het eerst geldig gepubliceerd in 2002 door Michael Saaristo.